# Union Square (New York City)

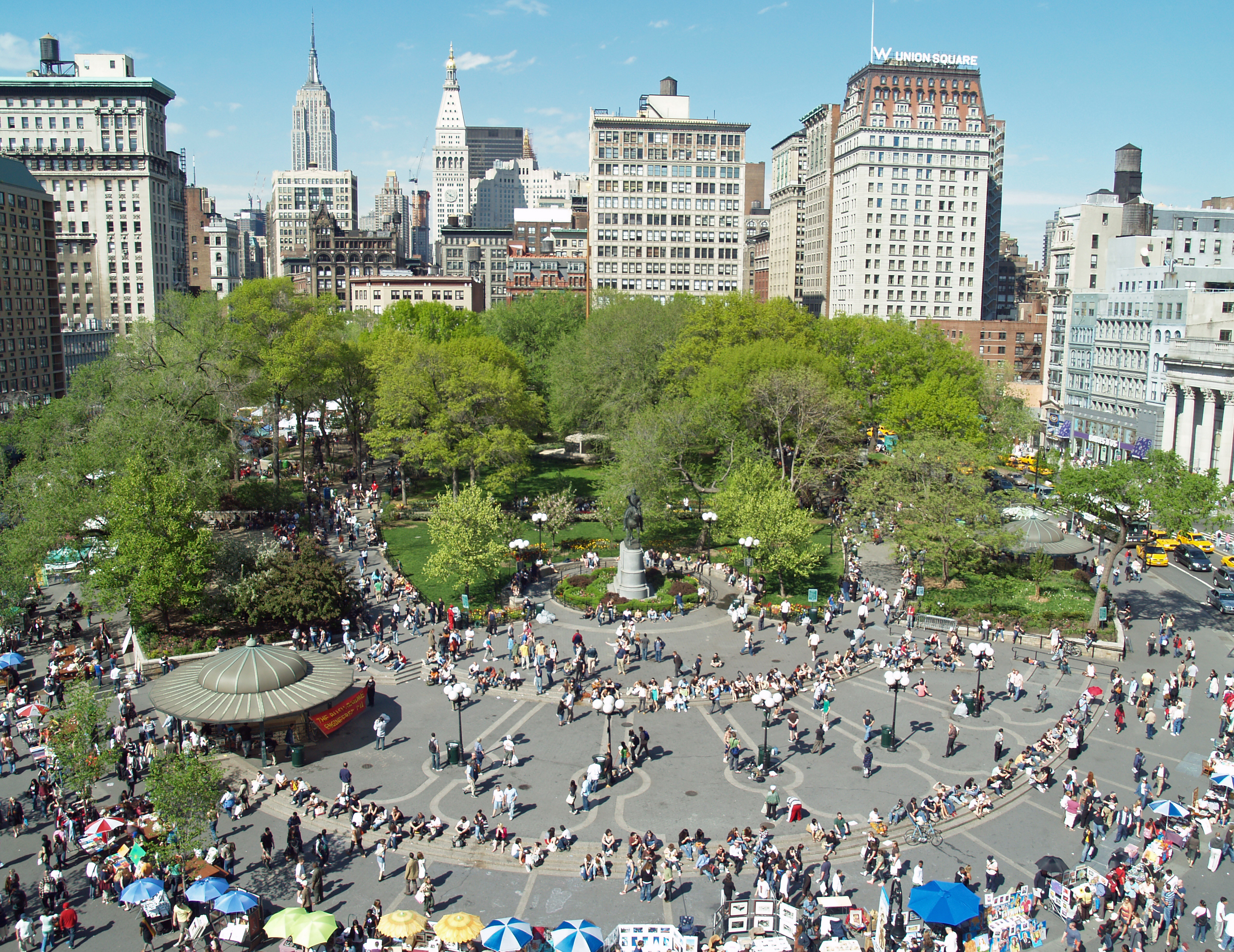
Union Square New York

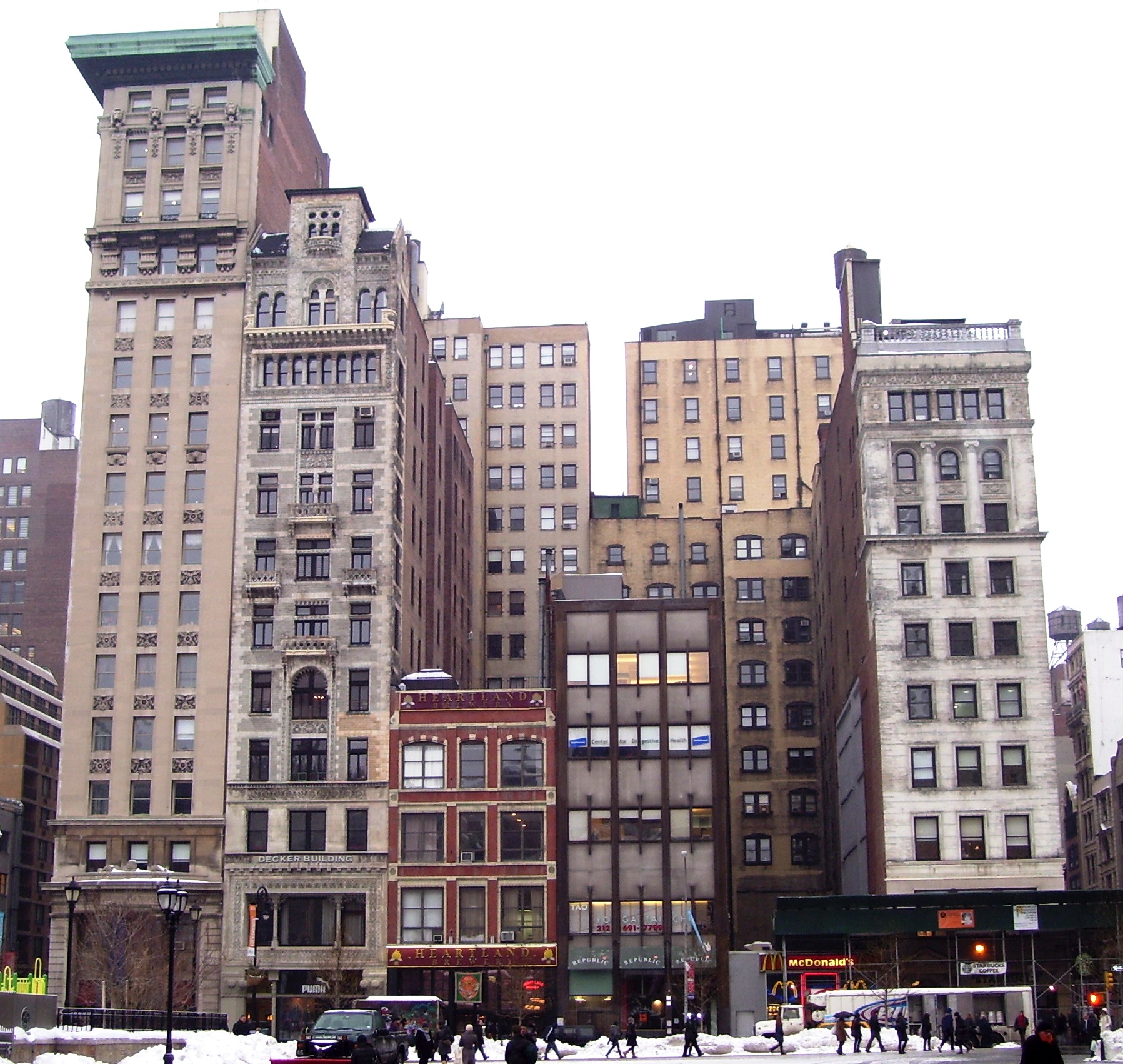
31-41 West Union Square Gebäude

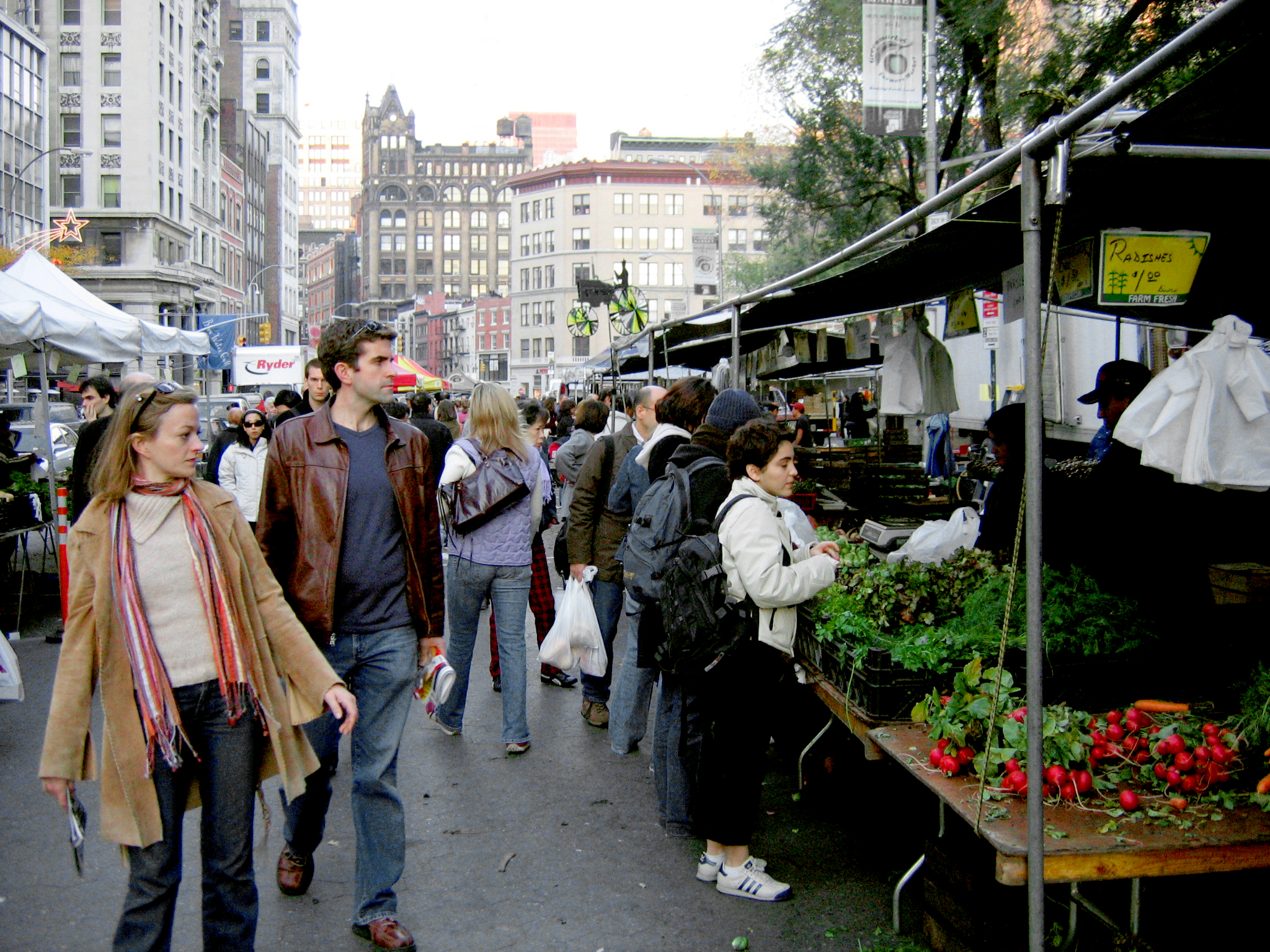
Union-Square-Markt

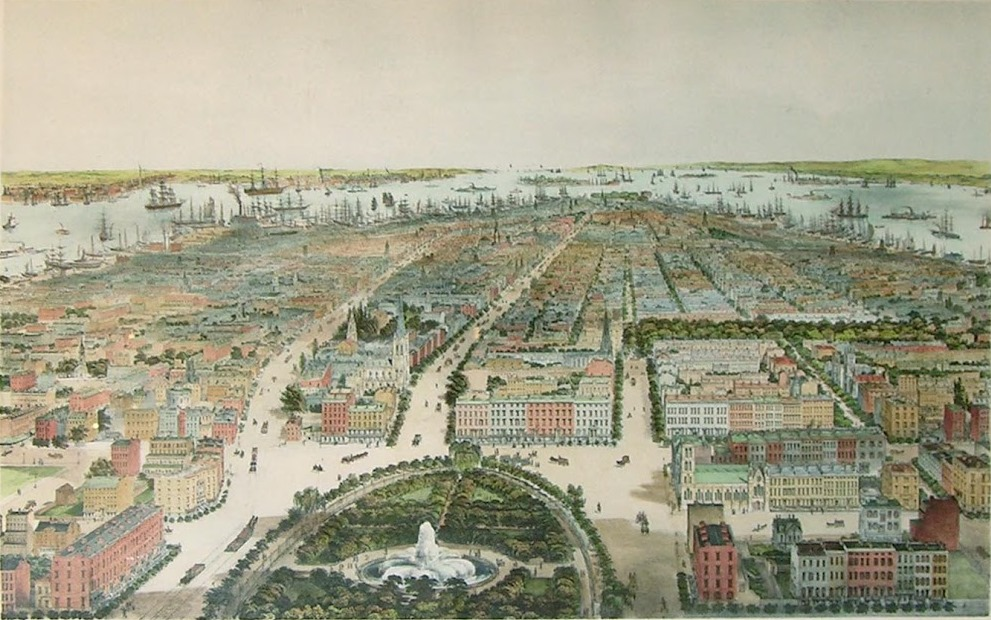
Blick vom Union Square zur Südspitze Manhattans, 1849

Union Square ist ein in New York City gelegener Platz und öffentlicher Park.

## Allgemein
Die Postleitzahl resp. ZIP-Code ist 10003. Der Union Square wird durch die Subway-Station 14th Street/Union Square (Linien L, N, Q, R und 4, 5, 6) bedient. Auf dem Platz findet montags, mittwochs, freitags und samstags der Union Square Greenmarket mit dem Verkauf landwirtschaftlicher Produkte aus der Umgebung einschließlich Bio-Lebensmittel (Organic Food) statt.

## Geographische Lage
Der Union Square liegt im Gramercy und Flatiron District, einem Ortsteil von Midtown Manhattan. Südlich fügen sich Greenwich Village und East Village an.
Begrenzt wird der Platz im Norden von der East 17th Street, im Süden von der East 14th Street. Diagonal durch den Platz führt der Broadway. Die westliche Seite bildet der Union Square West, die östliche Seite ist der Union Square East. Dieser unterbricht hier die Park Avenue South.

## Geschichte
Den Namen verdankt der Platz der Tatsache, dass er den Broadway mit der Park Avenue verbindet.
Der Park wurde 1839 eröffnet. In dieser Zeit entstanden in der Stadt weitere Orte wie der Gramercy Park.
Hier folgte man europäischen Vorbildern. Im Jahr 1930, der Zeit der Depression, forderten hier über 30.000 Arbeitslose in einem Demonstrationszug neue Jobs.
Durch den U-Bahnbau wurde der südliche Teil angehoben und terrassiert.
Im Dezember 1997 erhielt der Platz den Status eines National Historic Landmarks und wurde als Stätte in das National Register of Historic Places eingetragen.

## Brunnen und Skulpturen
Der Union Square ist bekannt für eine eindrucksvolle Reiterstatue George Washingtons, die von Henry Kirke Brown entworfen und 1856 enthüllt wurde. Sie ist die erste Skulptur, die in New York seit 1770 (Reiterstandbild des Georg III.) öffentlich enthüllt wurde sowie die erste amerikanische Reiterskulptur in Bronze. Andere Statuen im Park stellen dar:
- Marquis de Lafayette: geschaffen von Frédéric-Auguste Bartholdi anlässlich der Hundertjahrfeier am 4. Juli 1876,
- Abraham Lincoln: entworfen von Henry Kirke Brown (1870),
- Mahatma Gandhi: in der südwestlichen Ecke des Parks (1986) soll an den sozialen Aktivismus am Union Square erinnern.

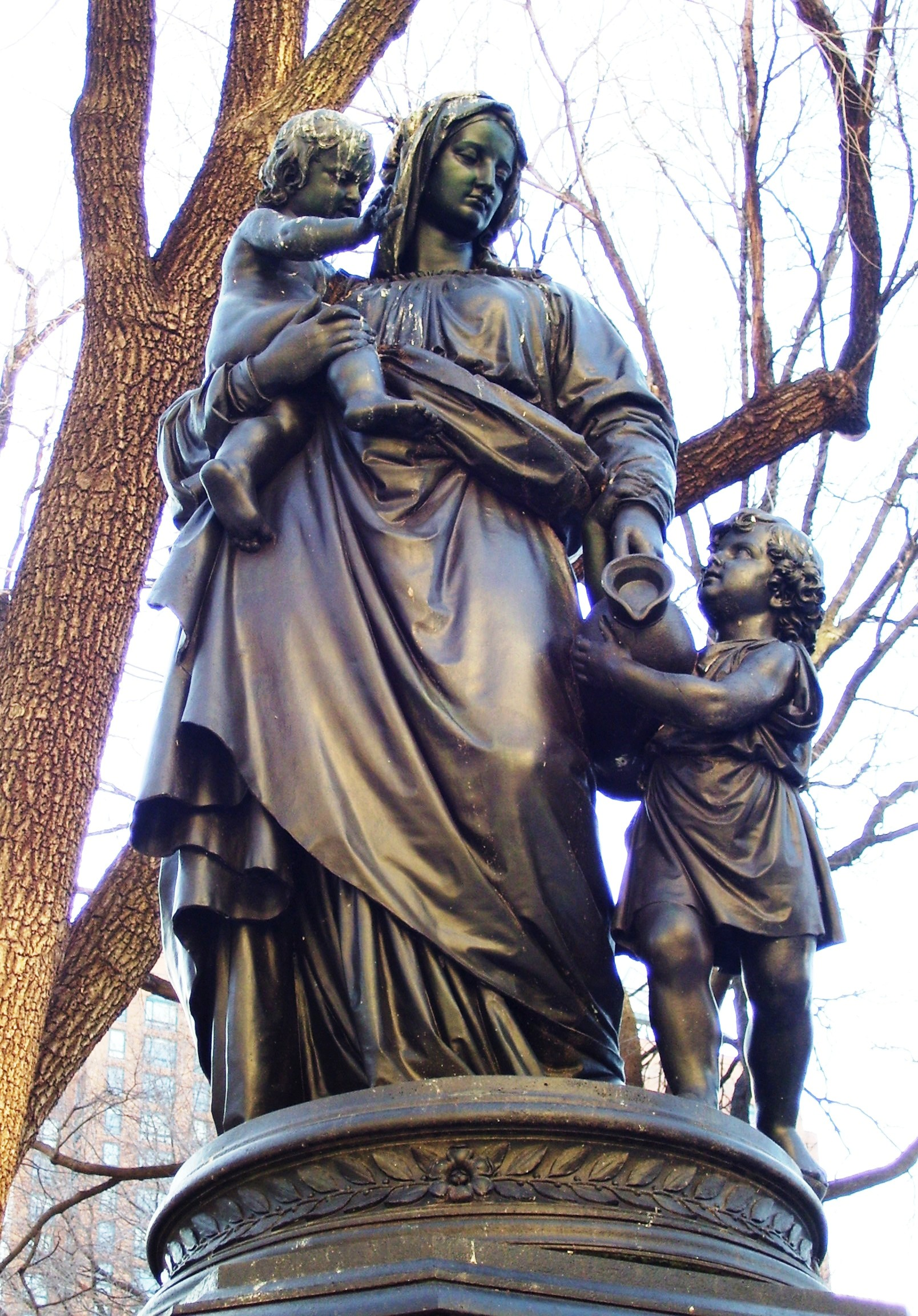
James Fountain (Adolf von Donndorf)

1881 wurde die James Fountain, ein Temperanzbrunnen mit der allegorischen Figur der Karitas, die mit Hilfe eines Kindes einen Krug Wasser entleert, errichtet. Dieser war eine Stiftung von Daniel Willis James und wurde vom deutschen Bildhauer Adolf von Donndorf entworfen.
Seit 2020 ist am Union Square die Climate Clock zu sehen.

## Umgebung
Im Südosten befindet sich die Zentrale von Con-Edison (E 14th Street Ecke Irwing Place), der Stuyvesant Place. Am Platz ist das Union Square Theatre (100 E 17th Street), das seit seiner Errichtung im Jahr 1926 ein großes Off-Broadway-Theater ist. In der Umgebung befindet sich zwischen Union und Madison Square das früher feinste Einkaufsareal der Stadt, die Ladies' Mile.
Im Süden lag der Virgin Megastore. Hier befinden sich eine Reihe von stark frequentierten Restaurants, so z. B. die Heartland Brewery, wo das Bier vor Ort gebraut wird und zahlreiche Coffee Shops.
Zahlreiche bekannte Gebäude befinden sich in unmittelbarer Nähe zum Union Square, wie z. B. das Bank of the Metropolis Building oder das Decker Building, welches Andy Warhols Atelier beherbergte und auch Schauplatz des Attentats auf ihn war.